# 細島港

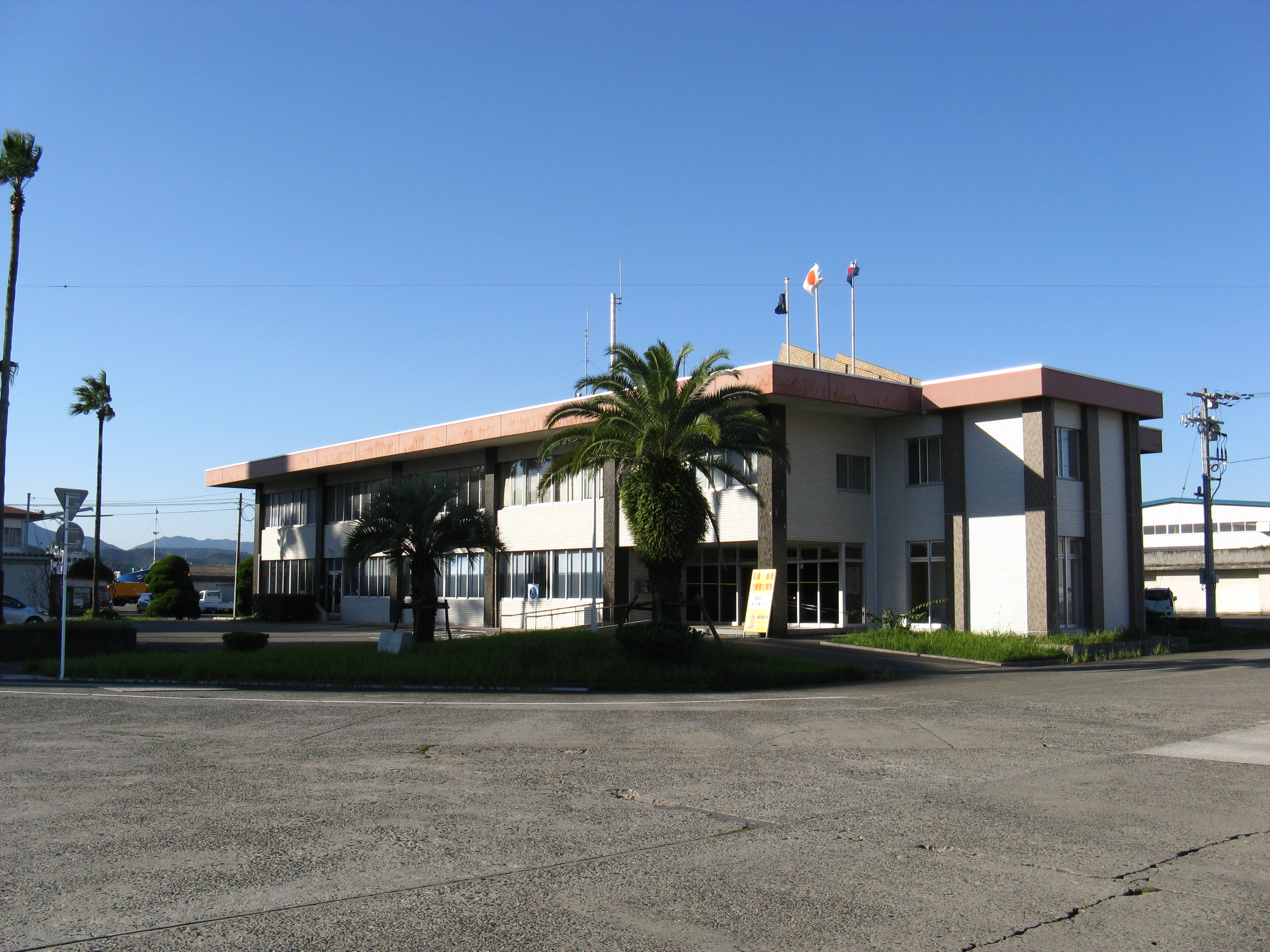
細島港湾合同庁舎

細島港（ほそしまこう）は、宮崎県日向市大字細島、竹島町、船場町、大字日知屋周辺に広がる港湾である。港湾管理者は宮崎県。港湾法上の重要港湾（重点港湾）、港則法上の特定港に指定されている。また、宮崎県によって輸送拠点(防災拠点港)に指定されている。古くから利用されてきた細島商業港（漁港）と、その北方約1キロメートルの位置に増設された細島工業港及び白浜港からなる。商業港は東へと開けた入り江の奥にあり、港を囲むようにして南北に半島が突出している。細島港は宮崎県で唯一税関支署（門司税関細島支署）が設置されている港湾であり、海外（韓国の釜山港や台湾の基隆港、高雄港など）と国際定期コンテナ船が就航している。

## 主な施設
一帯は2017年（平成29年）7月7日にみなとオアシスに登録していて、海の駅ほそしま（国土交通省の「海の駅」には未登録）を代表施設とするみなとオアシスほそしまとして地域づくり活動拠点ともなっている。

### 国際コンテナターミナル
- 韓国航路

釜山 - 馬山 - 下関 - 大分 - 細島 - 釜山
釜山 - 博多 - 釜山 - 志布志 - 油津 - 細島 - 釜山
釜山 - 門司 - 那覇 - 志布志 - 細島 - 大分 - 釜山
- 台湾航路

基隆 - マニラ - 高雄 - 基隆 - 那覇 - 志布志 - 門司 - 中関 - 松山 - 広島 - 細島 - 基隆

## 歴史
日向市にある鉾島神社の縁起書には神武天皇が東征の途中ここに立ち寄り鉾を祀ったとの記述がある。細島の名称は港を囲む細長い半島に由来するという説に加えて鉾島が転訛したという説がある。
美々津港とともに大隅・薩摩方面と瀬戸内海を往還する船の中継地として栄え、日明貿易の船やポルトガル船も立ち寄ったという。また、倭寇もたびたび港を利用したといわれている。1933年（昭和8年）に洪武通宝3貫が発掘されている。
1587年（天正15年）に足利義昭の使者がこの港を利用したという記録があり、1600年11月4日（慶長5年9月29日）には関ヶ原の戦いから薩摩国へ敗走撤退する島津義弘が寄港している。
江戸時代初期は延岡藩の管理下に置かれたが、藩内で起きた山陰・坪谷村一揆の処分によって1692年（元禄5年）から江戸幕府の直轄領（天領）となった。日向国、大隅国、薩摩国の諸大名は参勤交代においてこの港から海路を取り大阪へ向かうことが多く、大名が宿泊する本陣は領国の名を受けて「飫肥屋」「高鍋屋」「薩摩屋」などと呼ばれていた。港の入口には船舶を検分するための番所が設けられており、高さ約3.6メートルの灯台が設置されていた。

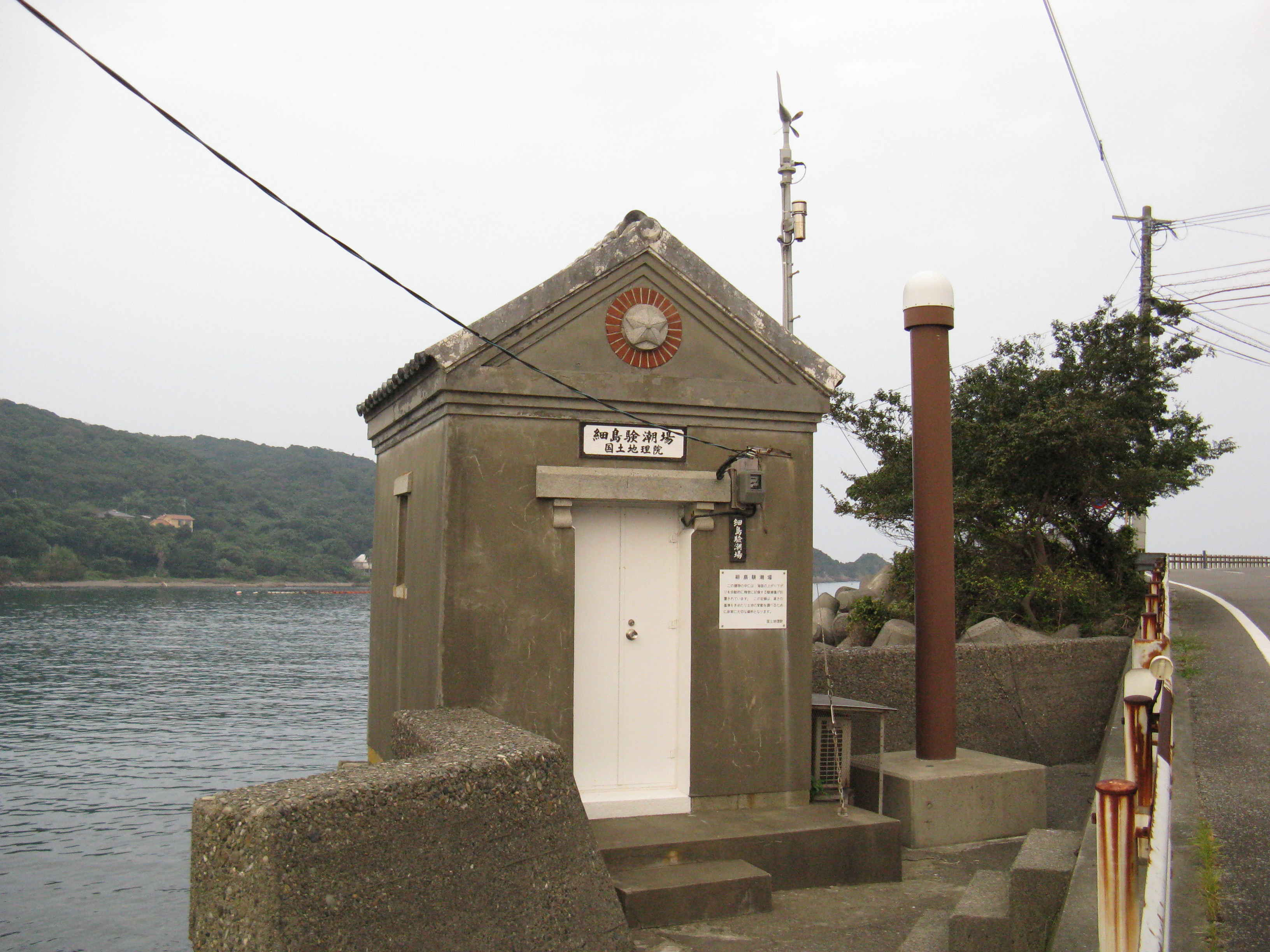
国土地理院・細島験潮場（登録有形文化財、土木学会選奨土木遺産）

1891年（明治24年）7月にこの港を視察したヨハニス・デ・レーケの整備方針に従って1894年（明治27年）から近代化工事が始まった。同年に験潮場が設置され、1910年（明治43年）5月には西洋式の灯台が完成している。明治時代後期から昭和時代初期にかけて捕鯨基地として利用された。1921年（大正10年）10月11日には日豊本線とともに支線の細島線が開通し東九州における主要な輸送拠点の一つとなった。
1942年6月、閣議決定に基づき宮崎県では、延岡・富島地方、宮崎地方、都城地方の3ヶ所が工業建設候補地に指定される。同年末、陸軍省・海軍省・内務省・企画院・逓信省・商工省と軍需産業関係会社による調査が行われ、三菱石油富島工場、九州造船日向工場の建設が決定する。
三菱石油富島工場は、南方から海上輸送してきた石油を精製して航空用ガソリンを確保する目的だったが、1945年初めの空襲で壊滅した。
九州造船のドック建設が1943年に、梶木の浜で開始されたが、完成しないまま放棄された。
戦後、まず整備されたのは、現商業港である。1947年から港湾整備計画に基づいて改修が行われ、1954年に第2埠頭250mが完成し、県営倉庫も整備された。1951年（昭和26年）に行われた初の重要港湾指定も受けている。
その後は、竹島築港（現工業港）が課題とされ、早くも1951年に「細島港域竹島築港期成同盟会」が設立され、陳情を開始した。この結果、1952年に竹島築港と商業港改修のための国庫補助が認められ、竹島築港（工業港建設）では、1964年までに約150haの工業用地を埋め立てて造成されている。これが、日向・延岡地域が1964年に新産業都市に指定される推進力となった。指定後、工場進出は必ずしも順調には進まなかったものの、1971年には宮崎カーフェリー（初代）が神戸航路を開設するなど、次第に整備が進んできた。現在、旅客フェリーの運航は休止されているものの、コンテナ船を中心に貿易拠点としての重要性は一層高まりつつある。
2010年8月、重点港湾に指定される。
2015年6月28日、国と県が2011年度から整備を進めていた4万トン級の大型船が接岸できる岸壁と荷役作業用地6ヘクタールからなる国際物流ターミナルが完成。これにより細島港は、大型船用岸壁を2ヵ所もつ港となった。